# Poznań Starołęka
Poznań Starołęka – stacja kolejowa na Starołęce, w Poznaniu, leżąca na szlaku kolejowym Kluczbork – Poznań Główny. Według klasyfikacji PKP ma kategorię dworca aglomeracyjnego. 

## Charakterystyka
Od stacji biegła normalnotorowa linia w ramach Średzkiej Kolei Powiatowej, łącząca Starołękę ze stacją Poznań Wschód. Pozostałością po ŚKP jest sieć bocznic łącząca stację z zakładami Stomil oraz Agromet. Obecnie bocznice są nieużywana i częściowo rozebrane.

## Ruch pasażerski
| Rok  | Wymiana pasażerska na dobę |
| ---- | -------------------------- |
| 2017 | 200-299                    |
| 2022 | 300-399                    |

Zlokalizowana w południowej części miasta, w pobliżu pętli tramwajowej Starołęka i dworca autobusowego o tej samej nazwie, obsługującego linie podmiejskie (m.in. do Wiórka i Daszewic) i miejskie (m.in. na Garaszewo, Minikowo i Sypniewo).
15 września 1943 na stacji (noszącej wówczas nazwę Posen Luisenhain) doszło do katastrofy kolejowej (zderzenia dwóch pociągów). Katastrofa nie miała związku z działaniem polskiego podziemia.

## Galeria

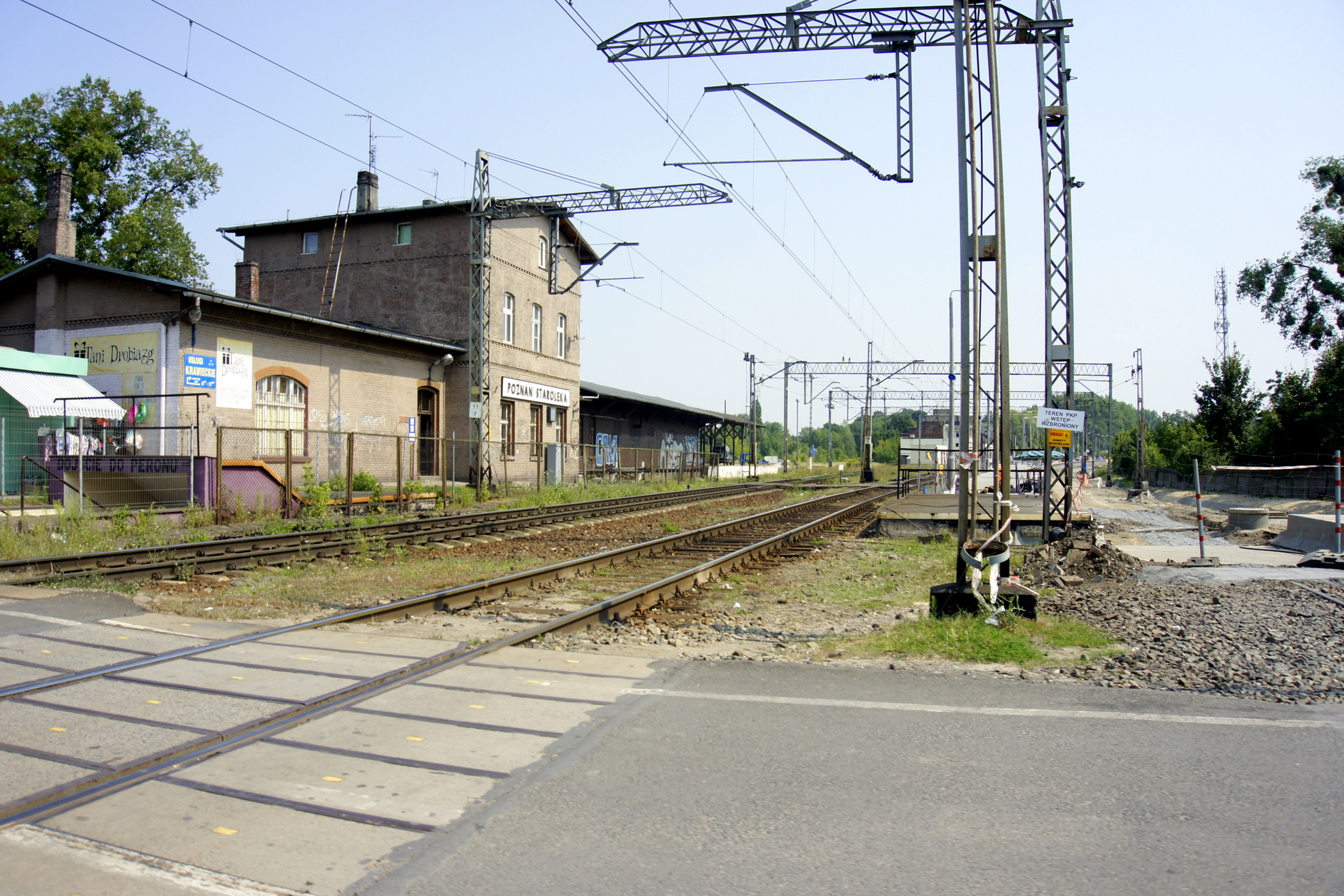
Stacja widziana z ulicy Starołęckiej
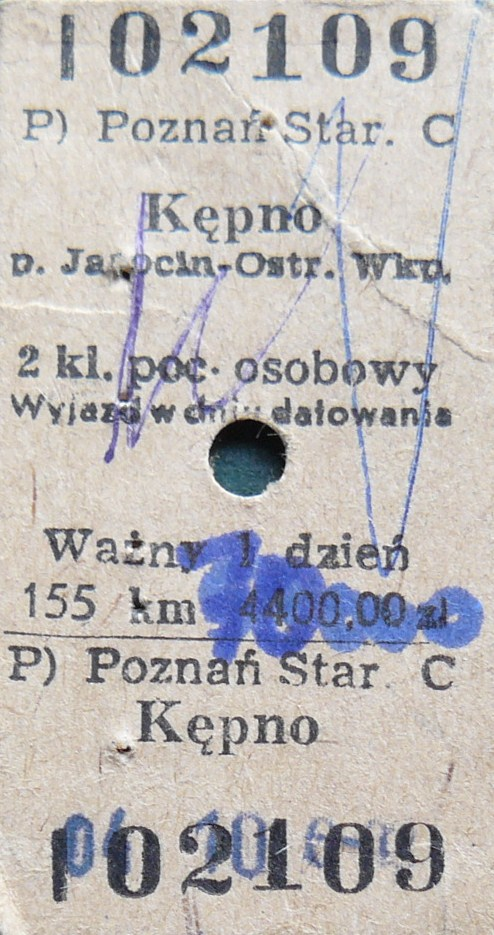
Bilet Edmondsona